# ادوارد تیوکین
ادوارد تیوکین (روسی: Эдуард Автандилович Тюкин؛ زادهٔ ۱۹ مهٔ ۱۹۷۸) وزنه‌بردار سابق اهل روسیه است.